# متحف الآثار التعليمي بجامعة ذمار
متحف الآثار التعليمي بجامعة ذمار ، افتتح في 2006 م، وموقعه جوار قاعة المؤتمرات داخل حرم جامعة ذمار ، والغرض من إنشائه أن يكون متحفاً تعليمياً لطلاب قسم الآثار.

## أقسام المتحف
يحتوي المتحف على عدد من القطع الأثرية المهمة تتنوع ما بين رؤوس سهام وتماثيل، ونقوش كتابية بخط المسند، وخط الزبور، وأواني، فخارية بالإضافة إلى مجموعة كبيرة من العملات الفضية والنحاسية تعود إلى العصر السبئي والعصر الحميري وكذا العصر الإسلامي، تم اقتناؤها من عدة محافظات.